# 星座X射线天文观测台
星座-X天文台（Constellation-X Observatory，HTXS 或 Con-X）是一個由美國航空航天局提出的X射線空間天文台計畫。2008年7月24日NASA宣布將該計畫併入歐洲太空總署、日本宇宙航空研究開發機構的國際X射線天文台（International X-ray Observatory）計畫並將共同開發。

## 技術
星座-X天文台使用分離的低能量和高能量的X射線望遠鏡，觀測波長從100eV到40keV。
星座-X天文台將會以裝在心軸上的多片彎曲薄層玻璃板（400微米）組合以獲得需要的集光面積，避免了使用單一薄鏡片的問題。並且會開發配合光譜儀的色散光學技術，以及可以提供每像素5電子伏特解析度的微熱量計陣列。